# Voitove, Stanîcino-Luhanske
Voitove (în ucraineană Войтове) este un sat în așezarea urbană Petrivka din raionul Stanîcino-Luhanske, regiunea Luhansk, Ucraina.

## Demografie
Componența lingvistică a localității Voitove
     Ucraineană (71,22%)
     Rusă (27,79%)
     Alte limbi (0,75%)
Conform recensământului din 2001, majoritatea populației localității Voitove era vorbitoare de ucraineană (71,22%), existând în minoritate și vorbitori de rusă (27,79%).